# Douadic
Douadic é uma comuna francesa na região administrativa do Centro, no departamento Indre. Estende-se por uma área de 44,18 km². Em 2010 a comuna tinha 457 habitantes (densidade: 10,3 hab./km²).